# طالخونچه
طالخونچه شهری از توابع بخش مرکزی شهرستان مبارکه در جنوب غربی استان اصفهان ایران است.
مردم این قوم به جنگجویی و توانمندی بسیار معروف هستند و یکی از شهر های غیر قابل تصرف ایران در تاریخ چندین هزار ساله ایران بوده است با تاریخ درخشان
این شهر با قدمتی چند هزار ساله آثار تاریخی دوره‌های مختلف را در خود جای داده که از آن جمله می‌توان به مساجدی با معماری دوره صفویه، قلعه‌ها و بناهای قدیمی اشاره کرد. نام اصلی این شهر «طالقان جی» بوده که به دلیل خونریزی قوم مغول در این محل، نام آن به طالخونچه معروف گردید. این شهر همچنین زادگاه صاحب بن عباد یکی از وزرای مسلمان بوده‌است.این شهر همچنین به دلیل وجود قلعه‌های زیاد به شهر قلعه‌ها معروف است. در خصوص تعداد کل قلعه‌های این شهر نقل فراوان وجود دارد. اما نقل مشهور که شامل کلیه قلاع موجود یا تخریب شده و… است حدود ۳۰قلعه است. از دیگر القاب این شهر می‌توان به دیار دارالمومنین اشاره کرد.

## برخی آثار تاریخی
از جمله آثار و ابنیه قدیمی شهر طالخونچه می‌توان به آثار ذیل اشاره نمود:
- ° معبدگاه زرتشت با قدمت ۲۸۰۰ ساله
  - قلعه خاندان یاوری
  - باغ تاریخی سرهنگ (که در سالیان اخیر در طرح احداث تنها کمربندی شهر طالخونچه که غرب شهر را به شرق شهر منصل می‌کند متأسفانه از بین رفت و اکنون تنها چند درخت از آن باقی مانده‌است)
  - قلعه ابراهیم خان یاوری
  - قلعه کاظمی
  - قلعه قاضی
  - قلعه شریف‌آباد (که در زبان محلی مردم شهر به قله جنی مشهور است)
  - مسجدالرضا با بیش از ۵۰۰ سال قدمت تاریخی.
  - مسجد حضرت قائم بابیش از۵۰۰سال قدمت تاریخی.
  - مسجد امام علی یا مسچدچهاربرجی با بیش از۷۰۰سال قدمت تاریخی.
  - قدمگاه سیدمحمد
  - مزار هفت برادران
  - کبوترخانهٔ طالخونچه
  - خانه بوم گردی حاج کاظم کاظم فرزندی
  - خانه بوم گردی حاج ابوالقاسم طاهری
  - خانه و عمارت بوم گردی و رستوران سنتی نیازی‌ها
  - وجود خانه‌های تاریخی زیاد به سبک معماری دوره قاجار و پهلوی و همچنین بازمانده‌های تعدادی زیادی قلعه

معبدگاه چندهزارساله زرتشتیان که امروزه به مسجد تبدیل شده، مسجد خیبر که از اولین مسجدهای استان به حساب می‌آید، پل تاریخی رودخانه شور، چهار دروازه ورودی شهر و … از مکان‌های تاریخی این شهر محسوب می‌شود. این شهربه گفته‌هایی درحمله افغان چند ماه بیش ازاصفهان مقاومت کردند.{{مدرک}
- دوردوریا
- صحرای امین آباد

## مردم شهر
جمعیت شهر  از فارس زبان‌ها مردم شهرکشاورز هستند و به زراعت گندم و جو مشغول‌اند. غالب کشاورزان شهر، به زمین‌های اطراف شهرمعروف به کویر مهیار یا اراضی محدوده این شهر در نزدیکی شهر جدید مجلسی رفته و در آن‌جا زراعت می‌کنند.
با رونق صنعت در شهرستان بعضی از اهالی در کار خانجات تابعه مشغول به کار هستند. با این حال نرخ بیکاری در این شهر بالا است.
متأسفانه می‌توان گفت که تصمیمات بدون مطالعه دولتی بیشترین ضرر را در طول این دوران (۱۶ سال گذشته) به شهر طالخونچه رسانده‌است یکی از این مشکلات عدم واگذاری امکانات در راستای توسعه صنعت گردشکری و صنعتی و فروختن زمین‌های کشاورزی این روستا شهر (که دچار کم‌آبی شده بودند) به شهر مجلسی توسط منابع طبیعی است که باعث افزایش رشد مهاجرت از این شهر شده‌است. یکی دیگر از مشکلات سالیان اخیر این شهر قرارداشتن در مجاورت فولاد مبارکه است که باعث افزایش بیماری‌های پوستی وتنفسی بعلت عدم بکارگیری فیلتر صنعتی در این کارخانه و همچنین آلوده شدن آب‌های زیر زمینی این شهرستان بعلت پساب‌های صنعتی این کارخانه است.

## پیشینه تاریخی
قابل ذکر است که در زمان قدیم در ایران، سه طالقان وجود داشته‌است. یکی طالقان خراسان که مؤلف «حدودالعالم» محل آن را میان طخارستان و ختلان و در سرحد گوزکانان، و یاقوت در «معجم‌البلدان» بین بلخ و مروالرود یاد می‌کند. این همان طالقان است که در شاهنامه فردوسی از آن سخن به‌میان آمده‌است:
سوی طالقان آمد و مرورود / سپهرش همی داد گفتی درود دگر طالقان شهر تافاریاب / همیدون به بخش اندرون فاریاب سوی طالقان آمد و مرورود / جهان پرشد از ناله نای‌و رود
طالقان دوم شهرستانی است که از شمال و مشرق محدود است به مازندران، و از جنوب به ساوجبلاغ و از مغرب به قزوین که ناحیه‌ای است کوهستانی وقسمت مهم آن در دره شاهرود واقع شده‌است، این طالقان را در قدیم صالقان‌ری و در ازمنه جدیده طالقان قزوین نامیده‌اند.
سومین طالقان، طالقان جی است، توضیح آن که نام قدیم یا لقب قدیم شهر اصفهان جی بوده‌است این بنا بر بعضی م‌آخذ قدیم من جمله «معجم‌البلدان» اطلاق جزء بر کل بوده‌است، به این معنی که جی قسمتی از اصفهان بوده‌است و قسمت دیگر آن «یهودیه» بوده‌است که از «جی» بزرگتر بوده، اما ناحیه جی آبادتر بوده‌است و دهات منسوب به آن به تعداد روزهای سال بوده‌است.
در پی به وجود آمدن شرایط جوی در ابتدای سال ۱۳۹۸ و جاری شدن سیل، استخوان‌های انسان و تکه‌هایی از کوزه شکسته مربوط به بیش از ۲ هزار سال قبل در پی تخریب کانال‌های سیل آب در شهر طالخونچه کشف شد. بلافاصله پس از کشف این آثار عوامل اداره میراث فرهنگی شهرستان در جریان قرار گرفتند که در بررسی‌های اولیه صورت گرفته توسط آنان مشخص شد که این استخوان‌ها با قدمت بیش از ۲ هزارساله بوده و مربوط به دوره اشکانیان یا ساسانیان هستند.
بررسی کارشناسان نشان می‌دهد که احتمالاً این منطقه یک گورستان قدیمی بوده که در آن زمان افراد پس از فوت در کوزه‌های سفالی دفن می‌شدند.

## اهالی طالخونچه
از ورزشکاران معروف شهر می توان به اسماعیل کریمیان ، جمال نوروزی ، آرمان غفاری نیما رمضانی و ... نام برد .